# Thrasybule de Stiria
Pour les articles homonymes, voir Thrasybule.
Thrasybule (en grec ancien Θρασύϐουλος / Thrasýboulos) est un général et homme d'État athénien originaire du dème de Stiria (vers 445 - 389 av. J.-C.).

## Histoire
Il est dit « fils de Lycos » ; partisan du parti démocratique à Athènes, il renverse avec Thrasylle le gouvernement oligarchique des Quatre-Cents (411 av. J.-C.). Partisan d'Alcibiade, en 410, sous son commandement - avec l'aide de Théramène, il est à l'origine du coup de force de Samos qui rappelle d'exil ce dernier, et contribue à la victoire de Cyzique. Pendant sept ou huit ans, il joue apparemment un rôle assez effacé et n'est pas impliqué dans la défaite finale des Athéniens dans la guerre du Péloponnèse. Il est pourtant exilé par le gouvernement des Trente en 404 av. J.-C. et se réfugie à Thèbes. Il forme alors une troupe d'exilés politiques et reconquiert en 403 la cité d'Athènes où il restaure la démocratie. En 395 av. J.-C., il pousse à l'alliance avec Thèbes contre Sparte et commande alors une flotte qui soumet les îles de la mer Égée et les côtes de l'Asie mineure en imposant des régimes démocratiques, comme à Byzance. Il s'empare de Lesbos et réussit à faire entrer dans cette nouvelle confédération athénienne Clazomènes et Thasos. Il meurt à Aspendos lors d'une attaque organisée par les citoyens à l’initiative de ses soldats.

### Sources
- Aristote, Constitution d'Athènes [détail des éditions] (lire en ligne), XXIX–XXXIII.
- Thucydide, La Guerre du Péloponnèse [détail des éditions] [lire en ligne] VIII, 63, 3–98.
- Vie d'Alcibiade de Plutarque
- Helléniques, de Xénophon, Livre IV.
- Vie des grands capitaines, de Cornelius Nepos